# Elisabeth Decker

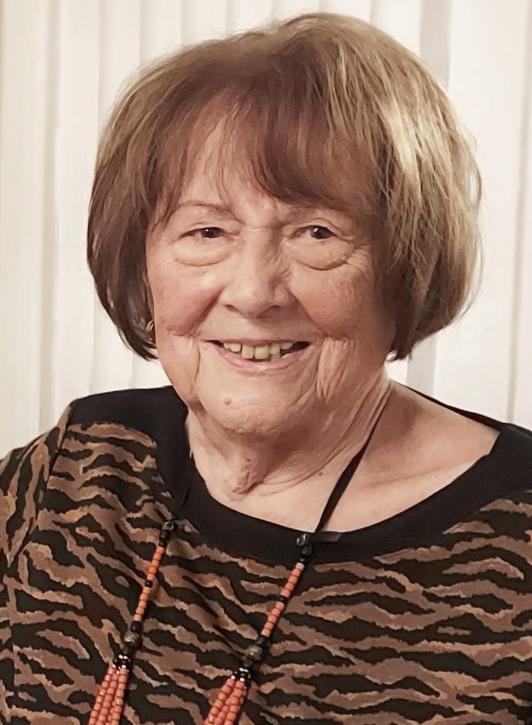
Elisabeth Decker bei der Vernissage ihrer Ausstellung in Wildenfels 2021

Elisabeth Decker (geb. Mann; * 22. Juli 1931 in Dux, Tschechoslowakei) ist eine deutsche Malerin und Grafikerin. Sie lebt und wirkt in Zwickau und war seit 1982 in über 50 Einzelausstellungen im In- und Ausland repräsentiert. 1992 erhielt sie den Christoph-Graupner-Preis für bildende Kunst des Landkreises Zwickau.

## Biographie
Elisabeth Decker wurde am 22. Juli 1931 in Dux (ČSR) als Elisabeth Mann geboren. Sie wuchs in Osek auf. Nach der Ausweisung aus dem ehemaligen Sudetenland 1945 siedelte ihre Familie mit ihr nach Zwickau über. 1947 begann Elisabeth Decker eine künstlerische Ausbildung an der Mal- und Zeichenschule Zwickau bei Karl Michel. Nach erfolgreichem Abschluss einer Schneiderlehre war sie in den Jahren 1949 bis 1991 als Lehrerin tätig und seit 1975 ausschließlich als Kunsterzieherin. Seit 1961 arbeitet Elisabeth Decker künstlerisch intensiv und eigenschöpferisch, insbesondere im Malzirkel „Martin Hoop“ unter der Leitung des Künstlers Karl-Heinz Jakob, der sie in ihrer künstlerischen Entwicklung stark prägte.
1968 war sie Gründungsmitglied des „Förderstudios für Malerei und Grafik“ in Zwickau, das zum Kunstverein Zwickau e. V. gehört und in dem, damals unter der Leitung von Karl-Heinz Jakob, Klaus Matthäi und Gerhard Bachmann, das Erbe der  Mal und Zeichenschule von Karl-Heinz Schuster und Karl Michel in veränderter Form aufgehoben ist. Die Förderung des künstlerischen Nachwuchses war ein wesentlicher Bestandteil von Deckers kunstpädagogischen Tätigkeit und so leitete sie seit 1980 den Kreis-Förderzirkels „Bildende Kunst für begabte Jugendliche“ und war von 1991 bis 1997 Dozentin an der Volkshochschule sowie Leiterin eines Mal- und Zeichenzirkels für Jugendliche. Seit 1991 ist sie Mitglied des Zwickauer Kunstvereins e. V., unternahm mit ihrem Ehemann Studienreisen und geht seitdem ihrer freien künstlerischen Tätigkeit nach. 1996 war sie dem Chemnitzer Künstlerbundes e. V. und dem Bundesverband bildender Künstler beigetreten und lebt seitdem als freischaffende Künstlerin in Zwickau.

## Künstlerisches Schaffen
Drei Hauptthemen prägen das freie Schaffen Elisabeth Deckers: „Ersehnte Freiheit – nahe Ferne“, „Steine, Wasser, Licht“, und „Parallelen – Emotionen – Abstraktionen“.
Beeinflusst durch ihre Lehrer, dem Grafiker Karl Michel und dem Künstler Karl-Heinz Jakob, sind ihre künstlerischen Anfänge stark vom sozialistischen Realismus geprägt. Porträt, Akt, der Mensch in seiner Arbeitswelt aber auch Stillleben und Landschaft bestimmen thematisch die ersten Jahre. Inspiriert durch mehrere Reisen in die Sowjetunion entstanden in den siebziger und achtziger Jahren auch  Bilder mit märchenhaft-folkloristischen Sujets.
Seit den neunziger Jahren, nach dem Zusammenbruch der DDR und der Öffnung der Grenzen, erweitern Architekturbilder und Steinbilder das künstlerische Schaffen, die auf den Eindrücken zahlreicher Reisen nach Italien, Griechenland und Frankreich gründen. Die Spannweite der vorwiegend in Mischtechnik ausgeführten Malereien reicht dabei von Realitätstreue bis zur expressiven Abstraktion. Farbe als Material – pastos, reliefartig, mit Spuren von Asche und Sand – wurde zum Träger von Empfindungen.
„Licht wird nun bei Elisabeth Decker mehr und mehr gestalterisches Element in ihren Bildern, die nicht nur Gebautes, Geschichtetes, von Menschenhand Geschaffenes festhalten, sondern auch den Stein in seiner Urform, unbehauen, an Stränden und im Gebirge, in Aufschlüssen und Wüsteneien. Aber Elisabeth Decker geht es dabei weniger um die Wiedergabe und Deutung erdgeschichtlicher oder geologischer Sachverhalten […]. In einer bildnerischen Verdichtung zwischen Realität und Abstraktion werden tektonische Farblandschaften, dem Stein mehr oder weniger verpflichtet, zu Gleichnissen existentieller Erfahrung.“
In den Werken ab den 2000er Jahren kehrt der Mensch wieder mehr in ihre Bilder zurück.
„Meine neuen Bilder sind ein Weiterführen dieser Gedanken: noch abstrakter, gleichnishafter, beziehungsvoller. Die Bildoberfläche bleibt dem Stein verpflichtet. Der Mensch mit seinen Problemen tritt vereinzelt in den Bildraum.“

## Auszeichnungen
- 1964 – 1988: mehrfach Auszeichnungen im „bildnerischen Volksschaffen“[5]
- 1992: Christoph-Graupner-Preis, für das Werk Erlebnis Rom (Mischtechnik, 52 × 70 cm, aus dem Zyklus Ersehnte Freiheit)[6]
- 1993: Kunstpreis der Stadt Riesa (3. Preis)

## Ausstellungen

### Einzelausstellungen (Auswahl)
- 1982–1989: in Wilkau-Haßlau, Freiberg, Karl-Marx-Stadt, Falkenstein
- 1990: Crimmitschau, Galerie im Kulturzentrum
- 1992: Annaberg-Buchholz, Eduard von Winterstein Theater
- 1993: Burg Schönfels
- 1993: Darmstadt-Dieburg
- 1995: Regensburg, Galerie der BfG-Bank; „Lichtspuren“
- 1997: Mißlareuth, Galerie im Pfarrhaus,
- 1997: Rochlitz
- 1997: Chemnitz
- 1998: Annaberg-Buchholz, Galerie Anna, „Geheimnis hütet der Stein“
- 1998: Weida, Galerien der Osterburg
- 1999: Bad Doberan, Galerie Purpur
- 1999: Glauchau, Galerie Art Gluchowe
- 2000: Burgstädt, Galerie Art Forum
- 2000: Schleiz, Alte Münze
- 2001: Zwickau, Galerie am Domhof, „Lebenslinien“
- 2002: Ostseebad Wustrow, Fischlandhaus
- 2002: Rockenhausen, Turmuhrenmuseum
- 2006: Gersdorf, Galerie im Tetzner-Museum (Hessenmühle)
- 2008: Bad Elster, Kunstwandelhalle, „Emotionen in Farbe“[7]
- 2016: Zwickau, Rathaus
- 2016: Meerane, Galerie Art In
- 2017: Zwickau, Hotel Holiday Inn
- 2019: Hohenstein-Ernstthal, Kleine Galerie[8]

### Gruppenausstellungen (Auswahl)
- 1972/1973: VII. Deutsche Kunstausstellung, Dresden
- 1991: Dortmund
- 1992: Duisburg, Cubus Kunsthalle
- 1993: Riesa
- seit 1993: regelmäßig, Zwickau, Galerie am Domhof, „Sommersalon“
- 1995: Tschechien, Mlada Boleslav, Galerie im Schloss
- 1996: Schloss Blankenhain „Kunstschätze des Landkreises“
- 1996: Südfrankreich, Ganges, Galerie Calliope
- 1996: Montpellier, „Maison Heidelberg“
- 1998: Chemnitz Schauspielhaus, „Die Neuen“
- 1998: Schilbach, Kunstarche
- 2000: Plauen, Galerie im Malzhaus, Pour Feliciter
- 2001: Frankenberg Museum Rittergut[9]
- 2012: Chemnitz, Projektraum „zeitgleich-zeitzeichen“, mit Annette Fritzsch und Juliane Merkel
- 2018: Wildenfels, Schlossgalerie, Werke von Trägern des Christoph-Graupner-Kunstpreises[10]
- 2021: Zwickau, Sommersalon des Zwickauer Kunstvereins[11]

## Werke an öffentlich zugängigen Orten
- Kunstsammlung Landkreis Zwickau[12]
- Schlossgalerie Schloss Wildenfels[13]
- Leo-Lessig-Kunststiftung Frankenberg, (50 Mischtechniken und Grafiken der Zwickauer Künstlerin Elisabeth Decker, die diese im Jahre 2008 stiftete)[14]
- Sammlung Erzgebirgische Landschaftskunst[15]
- Kunstarchiv Beeskow1: Sibirischer Waldarbeiter (1974), Melonenverkäufer (1980)[16]
- Neue Sächsische Galerie, Chemnitz
- Galerie am Domhof, Zwickau
- Neues Landratsgebäude Werdau
- Bezirkskirchenamt Chemnitz
- Sparkasse Darmstadt-Dieburg
- Sparkasse Riesa
- Gymnasium Auerbach

## Ausstellungskataloge
- Zeitspuren Steinspuren Lichtspuren. Eigenverlag, Zwickau 2001.
- Bilder 2001-2006. Eigenverlag, Zwickau 2006.
- Lebenslinien. Eigenverlag, Zwickau 2011.